# 1821 w literaturze
Wydarzenia literackie w 1821 roku.

## Nowe książki
- polskie

## Nowe poezje
- Edwin Atherstone, Abradates i Panthea

## Nowe prace naukowe
- zagraniczne
  - Juan Ignacio Molina – Memorie di Storia Naturale

## Urodzili się
- 9 kwietnia – Charles Baudelaire, poeta francuski okresu romantyzmu (zm. 1867)
- 24 września – Cyprian Kamil Norwid, polski poeta (zm. 1883)
- 11 listopada – Fiodor Dostojewski, pisarz rosyjski (zm. 1881)
- 10 grudnia – Nikołaj Niekrasow, rosyjski pisarz (zm. 1878)
- 12 grudnia – Gustaw Flaubert, pisarz francuski (zm. 1880)

## Zmarli
- 23 lutego – John Keats, poeta angielski (ur. 1795)